# Marc Sieber (Tennisspieler)
Marc Domingo Sieber (* 29. Februar 1988 in Straubing) ist ein deutscher Tennisspieler.

## Karriere
Marc Sieber wurde in der Jugend dreimal Deutscher Meister im Einzel und zweimal Deutscher Meister im Doppel.
2008 wurde er in der deutschen Rangliste der U21 auf Position 1 geführt. Er spielte 2011 für den Bremerhavener TV 1905 in der 2. Bundesliga. 2009 bis 2010 spielte er für den Münchner Verein TC Großhesselohe ebenfalls in der 2. Bundesliga. Sein allererster Verein war der TC Rot-Weiß Straubing. Sein allererstes Match in einem Hauptfeld eines Turniers der ITF Future Tour gewann er 2006. Sein erstes Turnier auf dieser Tour gewann er 2008 in Mostar, Bosnien und Herzegowina, das mit 15.000 US-Dollar dotiert war. Zu dieser Zeit stieg er erstmals in die Top 400 der Welt ein. 2009 gewann er zwei weitere Futures im Einzel und hielt seine Position.
2011 gewann Marc Sieber drei mit 10.000 US-Dollar dotierte Future-Turniere in Poreč, Trier und Kenn sowie zwei der drei größten niederbayerischen Turniere, die Aidenbach Open und den VR-Bank-Cup in Landau an der Isar. Den Troiber-Cup in Hofkirchen gewann er 2010. 2012 gewann er den Troiber-Cup ein zweites Mal. Mit dem Bremerhavener TV 1905 gelang der Aufstieg als Meister der zweiten Bundesliga in die erste Bundesliga. 2013 gewann Marc Sieber den 30. Kalkan Cup in Aschaffenburg und wurde Sächsischer Meister bei den Leipzig Open. Für den Bremerhavener TV 1905 spielte er sein erstes Jahr in der 1. Tennis-Bundesliga. Als Vorletzter stieg die Mannschaft wieder in die 2. Liga ab. In dieser Zeit verlor Sieber einige Punkte und fiel aus den Top 500.
2016 gewann er wieder ein Future-Turnier. Insgesamt sechsmal war er bei einem Turnier dieser Kategorie in der Türkei erfolgreich und steigerte sich stark in der Weltrangliste. Mit dem Bremerhavener TV 1905 gelang ihm erneut der Aufstieg als Meister der zweiten Bundesliga. 2017 gewann Sieber einen seiner letzten Titel der Future Tour und erreichte mit Platz 236 seine höchste Position in der ATP-Weltrangliste. Er wechselte vom Bremerhavener TV zum WTHC Wiesbaden. In der Folge konnte er das einzige Mal in seiner Karriere häufiger an Turnieren der ATP Challenger Tour teilnehmen, sich dort aber nicht entscheidend durchsetzen. Fünfmal stand er im Viertelfinale eines Challengers, nie kam er darüber hinaus – zuletzt 2017 in Ortisei.
2018 gewann Marc Sieber mit dem ATV Irdning die Österreichische Herren-Staatsmeisterschaft. Am Ende des Jahres im Alter von 30 Jahren beendete er seine Karriere als Tennisprofi. Ihm gelangen in seiner Karriere insgesamt 13 Einzel- und 6 Doppeltitel bei Futures.
2019 spielte er für den WTHC Wiesbaden in der 2. Bundesliga und wurde mit dem ATV Irdning zum zweiten Mal österreichischer Meister. 2019 gründete er in Straubing eine Tennisschule.